# Il est là
Az Il est là (magyarul: Ott van ő) egy dal, amely Franciaországot képviselte az 1956-os Eurovíziós Dalfesztiválon. A dalt Dany Dauberson adta elő francia nyelven.
A dal a francia nemzeti döntőn nyerte el az indulás jogát. Az 1956-os versenyen rendhagyó módon mindegyik ország két dallal vett részt. A másik francia induló Mathé Altéry Le temps perdu című dala volt.
A dal a francia sanzonok stílusában íródott, amiben az énekes a nehézségekről énekel, hogy próbálja elfelejteni egykori szerelmét.
A május 24-én rendezett döntőben a fellépési sorrendben tizenkettedikként adták elő, a német Freddy Quinn So geht das jede Nacht című dala után és a luxemburgi Michèle Arnaud Les amants de minuit című dala előtt.
Az 1956-os verseny volt az egyetlen, ahol nem tartottak nyílt szavazást, hanem a szavazatok összesítése utána a zsűri elnöke bejelentette, hogy melyik dal végzett az első helyen. Így nem lehet tudni, hogy milyen eredményt ért el a dal a szavazás során, azon kívül, hogy nem nyert.

## Külső hivatkozások
- Dalszöveg
- YouTube videó: Az Il est là című dal előadása a luganói döntőben